# Кръстати камен
Кръстати камен е християнизирано мегалитно светилище, намиращо се в българското землище на граничното село Ветрен, (Област Кюстендил), при махала Дамянци. Обектът представлява монолитен каменен кръст с височина 2,60 m и широчина 2,10 m – това е един от най-монументалните оброчни кръстове на територията на България. Обектът е познат на местното население като Оброк Очов ден.

## Описание и особености
Оброкът Очов ден (разположен в местността Кръстати камен) се намира между махалите Демянците и Пръдльовска, в източната част на Осоговието, в близост до българо-македонската граница. Каменният кръст е монументален с размери – височина 2,60 m и широчина 2,10 m. На мястото се давал курбан на 19 октомври (Очов ден), а на Тодоровден идвали от махалата.
Оброчният кръст е сечен на място. Не съществува информация защо на мястото се празнува денят на Свети Иван Рилски. Не са запазени и никакви предания и легенди за пребиваването на светеца по тези места, макар и наблизо да съществуват пещери, в които светецът може да е пребивавал.
Археолозите предполагат, че оброчният монумент е издялан и издигнат в края на V век върху старо древнотракийско светилище. Каменният кръст е облегнат до голям къс метаморфна скала, по повърхността на която се наблюдават множество издълбавания, повечето от които с кръгла форма. Поради голямата древност на обекта е трудно да се определи обхвата му, тъй като около монументалната скала има значителен почвен нанос. Върху монументалната скала зад каменния кръст са издялани изображения на тракийския херос. От двете изображения е запазено по-малкото по размер, а по-големият е разрушен.

### Религиозен синкретизъм
Местността Кръстати камен и оброкът Очов ден е почитана от православните християни, които смятат че мястото се покровителства от „покровителят на българите“ Свети Иван Рилски. Смята се, че приживе светецът е бил свързан мястото и поради тази причина на Очов ден (19 октомври), всяка година жителите на селото давали курбан за здраве.Култът към християнския светец-пустинник Св. Иван Рилски наследява много древноезически светилища на територията на Дупнишко, Кюстендилско, Благоевградско, Софийско и Пернишко.

### Исторически контекст
Друго християнизирано езическо оброчище се намира в местността Кръсте блато, край Новаковската махала на село Ветрен, до което се наблюдават и останки на християнска църква. До ствола на вековен дъб, е побит каменен кръст, а до него е поставен каменен купел, вероятно използван за ритуала свето кръщение. Кутелът е с височина 0,50 m и широчина 0,75 m в горната му част. То е посветено на Архангел Михаил.
Оброкът Свети Георги се намира на север от бившата гранична застава, разположен над черния път при първото дърво. Той е обозначен от два полегати кръста – по-голям и дълъг и друг по-малък. В близост е имало църквище. Жителите село Ветрен са се събирали на курбан тук извършван на Петровден, преди да бъде изграден храмът Свети Петър и Павел. Селото е известно в района с оброците си и дългогодишните традиции. В наши дни жителите на селото са едва десетина и празничната обредност не съществува.
На 3 km северно от селото в т.нар. „Голямата пещера“ при археологическо теренно проучване са открито следи от праисторическо селище. Пещерата е суха и неразклонена с размери: дължина 54 m, широка е 15 m, и висока в различните сектори на естествената кухина от 3 до 20 m. Входът ѝ е обърнат на изток. В насипа пред входа са открити чукове, брадви и бойни топки, както и други оръдия на труда изработени от камък, кремък и кост; множество керамични фрагменти, животински кости и една бронзова брадва. Откритите находки свидетелстват, че селището е било обитавано през Новокаменната и Каменно-медната епоха.
В землището на селото са открити следи от поселения през Бронзовата и Желязната епохи, когато районът вероятно е обитаван от племената на Дентелетите и Пеоните.

## Опазване, консервация и социализация
В годините преди 1989 г. достъпът до село Ветрен е ограничен. Обектът Кръстати камен е познат на местните жители като християнски оброк, които помнят мястото което е посещавано активно по време на християнските празници в годините преди 1944 г. Достъпът до оброкът е изключително и само за местни жители от района след 9 септември 1944 година, когато границата със СФРЮ е охранявана много строго, а достъпът до село Ветрен и района е бил възможен само с открит лист.
През месец август 2010 г. иманяри прокопават трапове навсякъде около каменния кръст, в търсене на ценни артефакти. В резултат на изкопаните огромни траншеи в околовръст на обекта, той се накланя назад към близко стоящата скала и е временно стабилизиран с дървена подпора. По време на разразила се буря, малко след иманярския набег, подпората е счупена, а каменният кръст е повален върху скалата, в резултат на което монумента е повреден – счупен през средата.
На 14 септември 2017 година по инициатива на свързаните със село Ветрен - Румен Борисов и Иво Димитров с пълното съдействие на собственика на строителна фирма „Рила“ гр.Кюстендил,който осигурява кран, монументът е възстановен и отново е туристическа забележителност.